# Zátoňské Dvory
Zátoňské Dvory (dříve též Ebenava, Soběnov, Záton či Zátoň, německy Ebenau) je malá vesnice, část města Větřní v okrese Český Krumlov. Nachází se asi 5,5 km na jihovýchod od Větřní. Je zde evidováno 21 adres.
Zátoňské Dvory je také název katastrálního území o rozloze 0,92 km².

## Historie
První písemná zmínka o vesnici pochází z roku 1376.
V roce 1869–1910 je vesnice uváděna pod názvem Ebenava, v letech 1880–1890 pod trojitým názvem Ebenava t. Soběnov t. Záton, v roce 1910 se stejnou trojicí názvů, avšak již s háčkem ve slově Zátoň, od roku 1921 pod názvem Zátoňské Dvory.
V letech 1869–1950 je vesnice uváděna jako osada obce Svéraz či Sveraz, od roku 1961 jako osada obce Větřní.
V roce 1921 zde stálo 26 domů a žilo zde 156 obyvatel, z toho 151 obyvatel německé národnosti.